# Христос Мантикас
Христос Мантикас грч. Χρήστος Μάντικας (Хиос, 1902 — Атина, 6. јун 1960) бивши је грчки атлетичар који се такмичио у трчању са препонама, двоструки учесник Олимпијских игара, освајач медаље на 1. Европском првенству у атлетици 1834.

## Каријера
На Олимпијским играма 1932. у Лос Анђелесу, био је носилац застава на свечаном отваеаљу Игаеа. Такмичио се у четири дисциплине. Елиминисан је у полуфиналу трка на 110 и 400 метара са препонама, а у квалификацијана у трци на 400 метара и штафети 4 х 100 метара  
На Европском првенству у Торину 1934.  освојио је бронзану медаљу у дисциплини 400 метара с препонама резултатом 54,9 сек., што је био нови грчки рекорд. Победили су га само Ханс Шеле из Немачке и Акилес Јервинен из Финске. Такмичио се и у трциМандикас се такмичио и на овом првенству у трци с препонама на 110 метара, али је елиминисан у полуфиналу .
На Олимпијским играма 1936. у Берлину, Мантикас је завршио као 6. у финалу на 400 м препоне, а рлиминисан је квалификацијана на 119 м препоне  Елиминисан је у обе ове дисциплине  на 2. Европском првенству 1938.  у Паризу.  110 м препоне 400 м препоне
Мантикас је 20 пута побеђивао на Балканском првенству у четири дисциплине:
- 200 м — 1931,                                        1 пут
- 400 м — 1933. и 1936,                                2 пута
- 110 м препоне 1929—1936,, 1938 и 1939, 10 пута
- 400 м препоне 1930 и 1933–1938.        7 пута [8]

Христос Мантикас је о неколико пута поправљао националне рекорде Грчке у више дисциплина: (аведени су само поледњи рекорди по дисциплинама):
- 400 м — 50,1 с  Атина 27. септембар 1936,→ 14,8 с
- 110 м препоне → 14,8 с   Праг 4. јун 1933,
- 400 м препоне ← 53,5 с  Берлин 4. август 1936,
- Штафета 4 х 100 метара —  42,1 с  Букурешт 5. септембар 1937,
- Штафета 4 х 400 метара  3:27,4 Београд 11. септембар 1938.